# Drosophila biarmipes
Drosophila biarmipes är en tvåvingeart som beskrevs av John Russell Malloch 1924.

## Släktskap
Drosophila biarmipes ingår i släktet Drosophila och familjen daggflugor.

## Utbredning
Artens utbredningsområde är Sydostasien, Indien och Sri Lanka.

## Beteende
Hanar med en svart fläck på vingen har större framgång vid parning än hanar utan denna fläck i experimentella försök. Detta tyder på att flugans syn är viktig för parningsbeteendet.